# Telemóveis
Chansons représentant la Slovénie au Concours Eurovision de la chanson
O Jardim
(2018) Medo de sentir
(2020)
Telemóveis (« Téléphones ») est une chanson écrite, composée et interprétée par le chanteur portugais Conan Osíris, de son vrai nom Tiago Miranda, sortie en single le 11 février 2019.
Elle est sélectionnée pour représenter le Portugal au Concours Eurovision de la chanson 2019 à Tel-Aviv en Israël.

## À l'Eurovision
Le 2 mars 2019, la chanson Telemóveis de Conan Osíris remporte la finale nationale portugaise Festival da Canção 2019 et elle est sélectionnée pour représenter le Portugal au Concours Eurovision de la chanson 2019. Lors de l'Eurovision, elle est interprétée dans la deuxième moitié de la première demi-finale le 14 mai 2019.
Elle est intégralement interprétée en portugais, langue nationale du Portugal, le choix de la langue étant toutefois libre depuis 1999.

## Liste des titres
| 1. | Telemóveis | Conan Osíris | 3:05 |

## Historique de sortie
| Pays ou région | Date            | Format                   | Label                         |
| -------------- | --------------- | ------------------------ | ----------------------------- |
| Monde entier   | 11 février 2019 | Téléchargement numérique | Ao Sul do Mundo, SME Portugal |